# Киржач (станция)
Киржа́ч — железнодорожная станция Большого кольца Московской железной дороги в одноимённом городе Киржачского района Владимирской области. Входит в Московско-Курский центр организации работы железнодорожных станций ДЦС-1 Московской дирекции управления движением. По характеру работы является промежуточной, по объёму работы отнесена к 3 классу.
Станция была открыта после продления ветки из Александрова в Карабаново до Киржача в 1893 году.
Киржач имеет значение как грузовая станция. Также через неё проходит маршрут пригородных поездов по Большому кольцу от Александрова-1 до Орехово-Зуево и Куровской, для одной ночной пары станция Киржач является конечной. Рядом расположен автовокзал, к станции подходят подъездные пути киржачских предприятий.
Ранее была станцией 4 класса.

## Пассажирские устройства
На станции две пассажирских платформы:
- платформа № 1 — низкая боковая, примыкает к зданию вокзала, находится у неэлектрифицированного пути № 3, для посадки в поезда не используется;
- платформа № 2 — низкая островная, между главными путями № I, II, для электропоездов кольца на Александров и на Орехово-Зуево. Ранее имела № 3, сменила номер в 2010-е;
- ранее также была ещё одна островная платформа № 2, разобрана во время реконструкции в 1990-е годы.

- Платформы пассажирские станции Киржач, БМО
- Платформа станции Киржач, вид в сторону Орехово-Зуево